# Unicodeblock Tagalog
Der Unicodeblock Tagalog (engl. Tagalog, U+1700 bis U+171F) enthält die Baybayin-Schrift, die unter anderem für das Schreiben der Sprache Tagalog benutzt wurde. Sie wurde ab dem 14. Jahrhundert verwendet, fiel aber ab dem 17. Jahrhundert aus dem Gebrauch und zählt zu den vier philippinischen Schriften (Tagalog, Hanunóo, Buid u. Tagbanuwa), die mit Version 3.2 in den Unicode-Standard aufgenommen wurden.

## Liste
| Unicodenummer | Zeichen (400 %) | Kategorie                               | Bidirektionale Klasse       | Offizielle Bezeichnung    | Beschreibung               |
| ------------- | --------------- | --------------------------------------- | --------------------------- | ------------------------- | -------------------------- |
| U+1700 (5888) | ᜀ               | anderer Buchstabe, Silbe oder Ideogramm | links nach rechts           | TAGALOG LETTER A          | Tagalog-Buchstabe A        |
| U+1701 (5889) | ᜁ               | anderer Buchstabe, Silbe oder Ideogramm | links nach rechts           | TAGALOG LETTER I          | Tagalog-Buchstabe I        |
| U+1702 (5890) | ᜂ               | anderer Buchstabe, Silbe oder Ideogramm | links nach rechts           | TAGALOG LETTER U          | Tagalog-Buchstabe U        |
| U+1703 (5891) | ᜃ               | anderer Buchstabe, Silbe oder Ideogramm | links nach rechts           | TAGALOG LETTER KA         | Tagalog-Buchstabe Ka       |
| U+1704 (5892) | ᜄ               | anderer Buchstabe, Silbe oder Ideogramm | links nach rechts           | TAGALOG LETTER GA         | Tagalog-Buchstabe Ga       |
| U+1705 (5893) | ᜅ               | anderer Buchstabe, Silbe oder Ideogramm | links nach rechts           | TAGALOG LETTER NGA        | Tagalog-Buchstabe Nga      |
| U+1706 (5894) | ᜆ               | anderer Buchstabe, Silbe oder Ideogramm | links nach rechts           | TAGALOG LETTER TA         | Tagalog-Buchstabe Ta       |
| U+1707 (5895) | ᜇ               | anderer Buchstabe, Silbe oder Ideogramm | links nach rechts           | TAGALOG LETTER DA         | Tagalog-Buchstabe Da       |
| U+1708 (5896) | ᜈ               | anderer Buchstabe, Silbe oder Ideogramm | links nach rechts           | TAGALOG LETTER NA         | Tagalog-Buchstabe Na       |
| U+1709 (5897) | ᜉ               | anderer Buchstabe, Silbe oder Ideogramm | links nach rechts           | TAGALOG LETTER PA         | Tagalog-Buchstabe Pa       |
| U+170A (5898) | ᜊ               | anderer Buchstabe, Silbe oder Ideogramm | links nach rechts           | TAGALOG LETTER BA         | Tagalog-Buchstabe Ba       |
| U+170B (5899) | ᜋ               | anderer Buchstabe, Silbe oder Ideogramm | links nach rechts           | TAGALOG LETTER MA         | Tagalog-Buchstabe Ma       |
| U+170C (5900) | ᜌ               | anderer Buchstabe, Silbe oder Ideogramm | links nach rechts           | TAGALOG LETTER YA         | Tagalog-Buchstabe Ya       |
| U+170D (5901) | ᜍ               | anderer Buchstabe, Silbe oder Ideogramm | links nach rechts           | TAGALOG LETTER RA         | Tagalog-Buchstabe Ra       |
| U+170E (5902) | ᜎ               | anderer Buchstabe, Silbe oder Ideogramm | links nach rechts           | TAGALOG LETTER LA         | Tagalog-Buchstabe La       |
| U+170F (5903) | ᜏ               | anderer Buchstabe, Silbe oder Ideogramm | links nach rechts           | TAGALOG LETTER WA         | Tagalog-Buchstabe Wa       |
| U+1710 (5904) | ᜐ               | anderer Buchstabe, Silbe oder Ideogramm | links nach rechts           | TAGALOG LETTER SA         | Tagalog-Buchstabe Sa       |
| U+1711 (5905) | ᜑ               | anderer Buchstabe, Silbe oder Ideogramm | links nach rechts           | TAGALOG LETTER HA         | Tagalog-Buchstabe Ha       |
| U+1712 (5906) | ᜒ                | Markierung ohne Extrabreite             | Markierung ohne Extrabreite | TAGALOG VOWEL SIGN I      | Tagalog-Vokalzeichen I     |
| U+1713 (5907) | ᜓ                | Markierung ohne Extrabreite             | Markierung ohne Extrabreite | TAGALOG VOWEL SIGN U      | Tagalog-Vokalzeichen U     |
| U+1714 (5908) | ᜔                | Markierung ohne Extrabreite             | Markierung ohne Extrabreite | TAGALOG SIGN VIRAMA       | Tagalog-Zeichen Virama     |
| U+1715 (5909) | ᜕                | Markierung mit Extrabreite              | links nach rechts           | TAGALOG SIGN PAMUDPOD     | Tagalog-Zeichen Pamudpod   |
| U+171F (5919) | ᜟ               | anderer Buchstabe, Silbe oder Ideogramm | links nach rechts           | TAGALOG LETTER ARCHAIC RA | Tagalog-Buchstabe altes Ra |